# André Leroy
Pour les articles homonymes, voir Leroy et André Leroy (homonymie).
André Leroy (né le 30 août 1801 à Angers, mort le 23 juillet 1875) est un pépiniériste angevin.

## Biographie
Issu d'une grande famille de jardiniers, il reprend, en 1822, la direction de l'exploitation familiale fondée en 1780. Il compte parmi ses employés, son chef jardinier Vincent Trouillard, obtenteur notamment de la rose 'Céline Forestier' en 1842 ou de la rose 'Madame Lauriol de Barny' en 1868. À la mort de Leroy, son entreprise emploie 300 ouvriers sur 200 hectares de plantation. Il fait des établissements André Leroy la plus importante pépinière d'Europe. La pépinière Leroy sera rachetée en deux fois, (1910 et 1930) par l'horticulteur René Levavasseur.
Il devient conseiller municipal de la ville d'Angers de 1840 à 1845 et de 1848 à 1870.
Le 1er juillet 1851, André Leroy marie sa fille Marie Léonide Leroy, avec le peintre angevin Eugène Appert.
En 1859, André Leroy est chargé d'élaborer un jardin sur le mail d'Angers. Le 15 mai 1859, le nouveau jardin ouvre au public. Le jardin du mail devient rapidement un des lieux les plus fréquentés de la cité angevine.
André Leroy est enterré au cimetière de l'Est, à Angers.

## Ouvrages
À partir de 1855, un Catalogue général descriptif et raisonné est publié en cinq langues chaque année. Le grand horticulteur, au sommet de la vie sociale, économique et politique de la ville, reçoit la Légion d'honneur en 1855.
En 1866, André Leroy commence une grande encyclopédie arboricole en six volumes, le Dictionnaire de pomologie, qui sera terminée après sa mort, en 1879, par Bonneserre de Saint-Denis. Les six tomes, plus de 3 000 pages, sont réédités aujourd'hui par Naturalia Publications. Les tomes 1 et 2 sont consacrés aux poires (915 variétés), les 3 & 4, aux pommes (571 variétés), le 5 aux abricots et aux cerises et le tome 6, aux pêches.
- tome 1 (poires A à C (389 variétés)) : texte intégral : gallica archive.org bhl ; versions condensées : version courte ; version longue
- tome 2 (poires D à Z (526 variétés)) : texte intégral : gallica archive.org bhl ; versions condensées : version courte ; version longue
- tome 3 (pommes A à L (258 variétés)) : texte intégral : gallica archive.org bhl ; versions condensées : version courte ; version longue
- tome 4 (pommes M à Z (269 variétés)) : texte intégral : gallica archive.org bhl ; versions condensées : version courte ; version longue
- tome 5, 1877. 400 p. (abricots et cerises (43 + 127 variétés)) : texte intégral : gallica archive.org bhl ; versions condensées : version courte ; version longue
- tome 6, 1879. 333 p. (pêches (143 variétés)) : texte intégral : gallica archive.org bhl ; versions condensées : version courte ; version longue

version courte : liste des variétés décrites uniquement (Les Croqueurs de pommes de l'Anjou).

version longue : liste des variétés décrites, leurs références bibliographiques + synonymes (Les Croqueurs de pommes de l'Anjou).

## Pépiniériste universaliste et innovant
Modèle des pépiniéristes introducteurs de l’époque, sa pépinière est universaliste, arbres fruitiers, rosiers, plantes exotiques, plantes d'ornement, rares et souvent inconnues.
En 1855 sa pépinière couvre 100 ha dont 60 de fruitiers, 20 d'ornementales et 15 de semis, il expose à l'exposition de la Société Centrale d'Horticulture, aux Champs Elysées, 327 variétés de poire, 34 de pomme et toute sorte de raisin. Il offre le premier des séquoias géants du Bois de Boulogne (1860). Il présente à l'Exposition coloniale de 1867 une collection de théiers (var. Assamica, Sarsanqua, Alba, Bahea, et le chinois Thea viridis).

## Apports à l'horticulture

### Abricotier
Il introduit la méthode de la taille en vert, après la récolte, des pousses de l'année à moitié ou au 2/3. Elle favorise l’aoûtage et limite l'alternance biennale.

### Vigne
Il préconise d'enlever l'écorce du talon ou autour d'un œil à la base du sarment bouturé afin d'accélérer la croissance. La naissance du chevelu racinaire est alors très vigoureuse. Cette méthode permet d'obtenir un scion de 60 cm à 1 m la première année en améliorant les conditions de reprise.
Il introduit en 1855 le raisin blanc précoce de Kientsheim (originaire de Crimée).

## Sources
1. 1 2  « Gazette nationale ou le Moniteur universel 21 octobre 1855 », sur Retronews (consulté le 4 juillet 2020).
2. ↑  « Jardin - TOUT ANGERS ! ma ville en un clic », sur toutangers.canalblog.com, 22 avril 2006.
3. ↑  « Gazette nationale ou le Moniteur universel 23 décembre 1867 », sur Retronews (consulté le 4 juillet 2020).
4. ↑  « L’Éclaireur de l’arrondissement de Coulommiers 23 juin 1867 », sur Retronews (consulté le 4 juillet 2020).
5. ↑  « Le Courrier de Bourges 7 janvier 1855 », sur Retronews (consulté le 4 juillet 2020).
6. ↑  « Gazette nationale ou le Moniteur universel 18 avril 1860 », sur Retronews (consulté le 4 juillet 2020).

Leroy est l’abréviation botanique standard de André Leroy.
Consulter la liste des abréviations d'auteur en botanique ou la liste des plantes assignées à cet auteur par l'IPNI, la liste des champignons assignés par MycoBank, la liste des algues assignées par l'AlgaeBase et la liste des fossiles assignés à cet auteur par l'IFPNI.